# 埃里希·馮·法金漢
埃里希·馮·法金漢（德語：Erich von Falkenhayn，1861年11月11日—1922年4月8日），又译为埃里希·冯·法尔肯海因或埃里希·冯·法尔根汉，德国军事家、步兵上將，1914年至1916年间任德军总参谋长。

## 生平
法金汉于1896年至1903年在中国服役，开始是张之洞创办的湖北武备学堂的教官，后来参与了八国联军入侵中国的战争。1913年，他出任普鲁士战争部长（相当于德国国防部长）。他一开始并不主张德国卷入全面战争，但是很快他改变了立场，敦促德皇威廉二世向英国、法国宣战，是第一次世界大战的发动者之一。
1914年9月14日，德军在第一次马恩河战役中受挫，施里芬计划失败。法金汉接任德军总参谋长，策划了“向大海进军”行动，意图夺取法国北部港口，切断英法两国的直接联系，但是在第一次伊普爾战役中失败，未能克尽全功。
法金汉主张德国应该将战略重点放在西线，这与保罗·冯·兴登堡和埃里希·鲁登道夫将军的东线战略相冲突。在1916年初，法金汉强行发动凡尔登战役，希望能够造成2：1的伤亡比例，逼迫法国耗尽力量。但是在付出14万人死亡的代价后（他也因此被称为“凡尔登屠夫”），这个战略目的未能实现。法金汉因此被解职，兴登堡继任总参谋长。
之后，法金汉被派去指挥德国第9集团军，与奥匈帝国和保加利亚一道发动了对罗马尼亚的进攻，战斗在8月打响，12月同盟国军队便占领了布加勒斯特。在这场胜利之后，他又被派去指挥土耳其在巴勒斯坦的防御战。在此期间，他成功阻止土耳其人在巴勒斯坦全部消灭犹太人的计划。1917年12月，英军夺占耶路撒冷，法金汉的防御以失败告终。
1918年，他被派去指挥占领白俄罗斯的第10集团军，在那里他一直待到战争结束。之后他退出现役，在自家庄园里隐居，并出版了几本军事类书籍和回忆录。